# 京成中山站
京成中山站（日语：／ Keisei-Nakayama eki */?）是位於日本千葉縣船橋市本中山，屬於京成電鐵本線的鐵路車站。車站編號是KS18。

## 年表
- 1915年（大正4年）11月3日 - 車站啟用，當時稱為中山站。
- 1931年（昭和6年）11月18日 - 車站改稱京成中山站。

## 車站構造

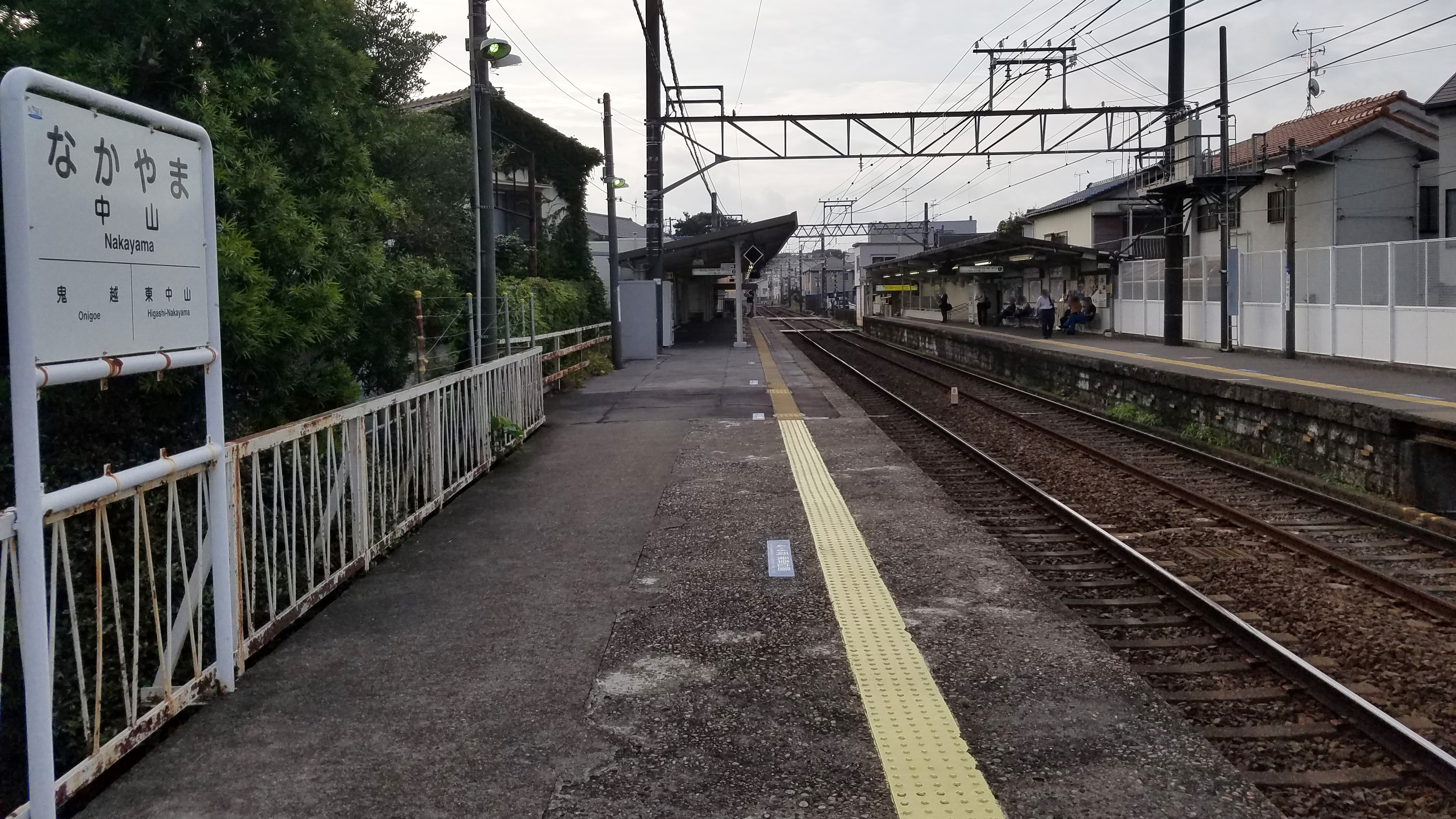
月台（2017年8月）

本站為相對式月台2面2線的地面車站。月台兩側有平交道，而其有效長度僅可停靠6輛編組。
驗票口設於南側月台端，北側月台端則有臨時剪票口。臨時剪票口主要在初詣期間使用。兩月台之間透過站內平交道連接。本站在晚上十點後沒有站員駐站。
| 月台 | 路線     | 方向 | 目的地                                     |
| ---- | -------- | ---- | ------------------------------------------ |
| 1    | 京成本線 | 下行 | 日暮里、上野、押上、 淺草線、 京急本線方向 |
| 2    | 京成本線 | 上行 | 船橋、成田機場、千葉方向                   |

## 使用情況
2016年度1日平均上下車人次為3,780人，京成線內69個車站當中排行第60位。
近年1日平均上下、上車人次推移如下表。
| 年度               | 1日平均 上下車人次 | 1日平均 上車人次 |
| ------------------ | ------------------ | ---------------- |
| 1998年（平成10年） |                    | 2,121            |
| 1999年（平成11年） |                    | 2,069            |
| 2000年（平成12年） |                    | 2,011            |
| 2001年（平成13年） |                    | 2,013            |
| 2002年（平成14年） |                    | 1,986            |
| 2003年（平成15年） | 4,013              | 2,007            |
| 2004年（平成16年） | 3,976              | 1,986            |
| 2005年（平成17年） | 3,995              | 1,995            |
| 2006年（平成18年） | 4,062              | 2,032            |
| 2007年（平成19年） | 3,889              | 1,951            |
| 2008年（平成20年） | 3,820              | 1,924            |
| 2009年（平成21年） | 3,742              | 1,882            |
| 2010年（平成22年） | 3,666              | 1,837            |
| 2011年（平成23年） | 3,515              | 1,758            |
| 2012年（平成24年） | 3,628              | 1,801            |
| 2013年（平成25年） | 3,665              | 1,825            |
| 2014年（平成26年） | 3,616              |                  |
| 2015年（平成27年） | 3,747              |                  |
| 2016年（平成28年） | 3,780              |                  |

## 車站周邊
- 東日本旅客鐵道（JR東日本）總武線下總中山站（步行3分）
- 中山法華經寺（日语：法華経寺）
  - 2005年，由地方居民組成的中山社區營造協議會向京成電鐵提出請願書，希望將站名改為「中山法華經寺站」[7]。
- 市川市役所（日语：市川市役所）中山窗口連絡所
- Lawson市川中山參道店
- 中山站前郵便局

## 巴士路線
| 乘車處     | 系統   | 主要行經地                           | 目的地           | 運行公司     | 備註       |
| ---------- | ------ | ------------------------------------ | ---------------- | ------------ | ---------- |
| 中山站入口 | 中山01 | 若宮小學校、船橋法典站入口、市營靈園 | 保健醫療福祉中心 | 京成巴士系統 | 僅平日白天 |
| 中山站入口 | 中山01 | 若宮小學校、船橋法典站入口           | 市營靈園         | 京成巴士系統 |            |
| 中山站入口 | 中山01 | 下總中山站                           |                  | 京成巴士系統 |            |
| 中山站入口 | 中山01 | 下總中山站                           | 西船橋站         | 京成巴士系統 | 1日1～2班  |

## 相鄰車站
京成電鐵
 本線
■快速特急、■特急、■通勤特急、■快速
通過
■普通
鬼越（KS17）－京成中山（KS18）－東中山（KS19）

## 外部連結
- 京成中山｜電車與車站資訊｜京成電鐵
- 京成中山站PDF - 京成電鐵